# Палм-Біч (Аруба)
12°34′00″ пн. ш. 70°02′00″ зх. д. / 12.566666666667° пн. ш. 70.033333333333° зх. д.
Палм-Біч (англ. Palm Beach) — пляж і туристичний район у регіоні Ноорд, розташований приблизно за 6 км на північний захід від Ораньєстада, столиці Аруби. За переписом населення 2010 року, в районі Палм-Біч постійно проживало 5105 осіб. Тут розташовані низка багатоповерхових готелів: Hyatt Regency Aruba Resort & Casino, Aruba Marriott Resort, The Barceló, Holiday Inn SunSpree Resort, Ritz Carlton Resort та RIU palace Aruba. 2009 року завершено будівництво торгового району, прилеглого до готелів, який включає два великі торгові центри під назвою Paseo Herencia та Palm Beach Plaza Mall. Трохи північніше від Палм-Біч лежить пляж Мальмок-Біч, невелика піщана смуга, що йде аж до північного краю Аруби. Уздовж цього тупикового бульвару розташовані невеликі житлові комплекси та розкішні будинки для відпочинку. Популярними місцями тут є пляжі Хадікурарі-Біч (кайтсерфінг), Араші та Бока-Каталіна (снорклінг).

## Історія
Спочатку Палм-Біч — назва району в окрузі Ноорд. Прилеглий до нього береговий пляж офіційно зареєстровано під такою ж назвою 1960 року. Назва Палм-Біч походить від назви кокосової плантації капітана Божона, який назвав її на честь міста Палм-Біч (Флорида, США). Оскільки земля була державною, 1958 року її оренду скасували для будівництва готелю.
Першими людьми, що жили на цьому березі, були індіанці племені какветіо з племені араваків у 100 році н. е. Пізніше, 1499 року, іспанський дослідник Алонсо де Охеда відкрив острів і створив невеликий гарнізон. Незабаром після цього острів захопили голландці, і відтоді він залишався під владою Нідерландів з невеликою перервою на англійське правління 1805 року під час наполеонівських воєн. Лише 1947 року у Палм-Біч відкрито перший туристичний офіс. Перший готель відкрився в 1950-х, і тоді ж проведено конкурс на найкращий дизайн готелю. Переможця звали Ернст Бартельс, і його ідея мала назву Басіруті (нід. Basiroeti), за назвою пляжу. Як наслідок, готель назвали Басіруті (Hotel Basiruti). Він не був багатоповерховим, основою нового готелю були бунгало на голому піску. Від 1983 це багатоповерховий таймшер-готель під назвою Playa Linda Beach Resort.
1962 року поблизу Бубалі на Палм-Біч відновлено De Olde Molen — вітряк з Веддервеєра в Нідерландах, як використовується як ресторан і пам'ятка.
Поряд із готелями в Бубалі, в районі Палм-Біч, розташований Пташиний заповідник Бубалі.